# Andilla
Andilla là một đô thị ở comarca Los Serranos cộng đồng Valencia, Tây Ban Nha. Đô thị này có diện tích 142,78 km², dân số thời điểm năm 2006 là 335 người.